# SIG SG 510
El SIG SG 510 o  Sturmgewehr 57 es un fusil de combate de fuego selectivo fabricado por Schweizerische Industrie Gesellschaft (ahora SAN Swiss Arms) de Suiza. Usa un sistema de retroceso retardado por rodillos similar al de los fusiles HK G3 y CETME. También tiene una contraparte automática similar al Stoner 63 estadounidense.
El SIG SG 510-1 entró en servicio en el ejército suizo con la designación Fass 57 (abreviación de Fusil d' Assaut 57, en francés) o Stgw 57 (abreviación  de Sturm Gewehr 57, en alemán).
El Sturmgewehr 57/SIG SG 510-1 se adoptó para el servicio militar suizo en 1957 y ha sido sustituido por el más ligero SIG SG 550 en el año 1990, aunque algunos reservistas lo utilizaron varios años más.

## Detalles de diseño
El SG 510 se deriva del AM55 utilizado durante la década de 1950. Es un fusil de fuego selectivo que emplea un sistema de retroceso retardado por rodillos. Inusualmente, estaba equipado con una bayoneta de acero inoxidable brillante.

### Características
El fusil se compone principalmente de piezas de chapa de acero estampada para facilitar la producción en masa. La manija del cerrojo del SG 510 tiene una característica forma de T, similar a la del anterior K31. La cantonera y el guardamanos del fusil están cubiertos de caucho, mientras que el segundo está acanalado para ofrecer un mejor agarre.
El cañón del SG 510-1/Stgw 57 mide 520 mm de longitud y su ánima es estriada, con cuatro estrías que tienen una tasa de rotación de 270 mm (1 en 10.6 in).
Al final del cañón tiene montado un freno de boca integral que reduce el retroceso en un 25 %.
El cañón está rodeado por una camisa tubular perforada, con dos puntos de montaje para un bipode: uno cerca del freno de boca y otro cerca del cajón de mecanismos.

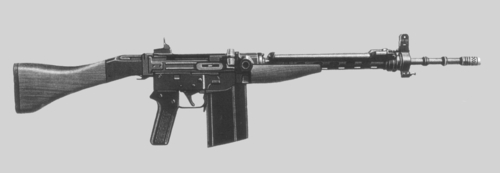
Un SIG SG 510-4, 7,62 51 OTAN.

El SG 510-4 emplea el cartucho 7,62 x 51 OTAN, con un cañón con tasa de rotación de 305 mm (1 en 12 in), siendo adoptado por Chile y Bolivia. El SIG SG 510 oficialmente está clasificado como un fusil automático, pero sirvió como arma para tirador designado (en Chile equipado con una mira telescópica Supra 4 x 24).
Para reducir el retroceso, la culata fija está equipada con un amortiguador de retroceso. El SG 510-1/Stgw 57 tiene una gran asa de transporte en su punto de equilibrio, que puede utilizarse durante el rápido cambio de posiciones o sobre la marcha.
En el lado derecho del fusil hay un gatillo "de invierno" plegable que permite al operador utilizar el fusil con manoplas árticas. También mejora la precisión, porque reduce la fuerza necesaria para apretar el gatillo.
El conjunto del gatillo tiene un selector de disparo de tres posiciones, que también es la palanca del seguro manual, que evita disparar el arma accidentalmente. El usuario selecciona el modo de funcionamiento con una gran palanca lateral en el lado izquierdo del cajón de mecanismos, que puede ser girada para seleccionar S (seguro), E (semiautomático) o M (automático).

### Miras

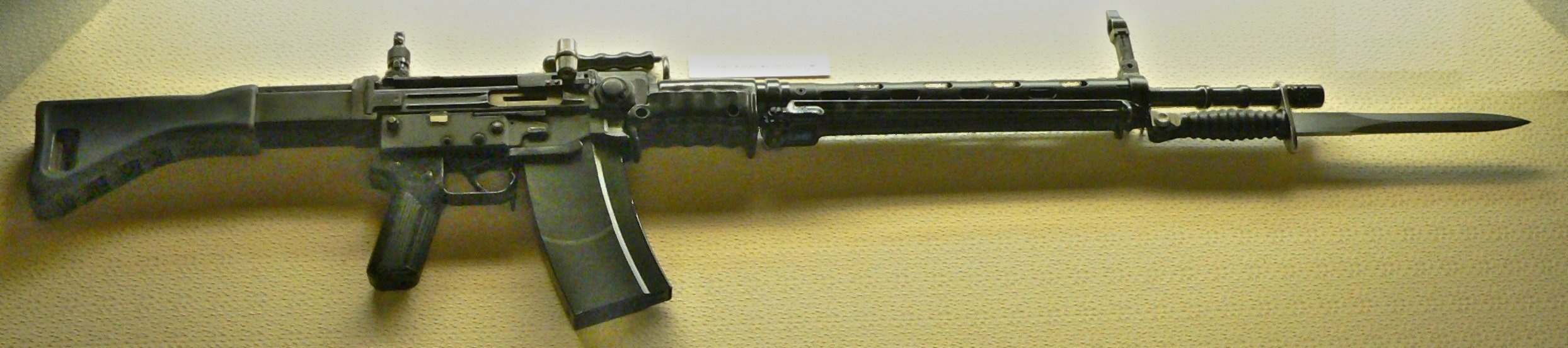
Stgw 57 del ejército suizo con mecanismos de puntería desplegados y bayoneta PE57.

El SG 510-1 Stgw 57 tiene un diseño de culata alineada con el cañón, así como mecanismos de puntería elevados. Tanto el alza como el punto de mira se pueden plegar hacia abajo cuando no se emplean.
El alza del Stgw 57 puede ajustarse desde 100 m a 640 m. De 100 a 200 m, el alza se ajusta en incrementos de 50 metros. Desde 200-300 en incrementos de 30 m y de 300–640 m en incrementos de 20 m.
Según el Ejército suizo, la dispersión del disparo en un 50 % de azimut y elevación a 300 metros desde un soporte accionado a distancia es en promedio de 6 cm.
Para uso antipersona, el alcance máximo usual del SG 510-1/Stgw 57 para una adecuada precisión es de 600 m (656 yd).
Para uso de tiradores designados, el SG 550 puede ser equipado con una mira telescópica de montaje rápido Kern 4x24 . La mira pesa 730 g e incluye una variedad de características, tales como componentes de montaje, un compensador de caída de disparo con perilla de ajuste de elevación para alcances entre 100 y 600 m, una retícula iluminada que permite fijar el blanco en condiciones de poca luz y un ajuste de corrección dióptrico. Con la mira está incluido un parasol para montarse en el ocular y reducir la luz externa - que altera la calidad de imagen y un filtro gris para reducir el resplandor. También se le puede montar una mira de visión nocturna con luz infrarroja. A la versión chilena se le puede montar una mira telescópica alemana Supra 4x24.

### Accesorios

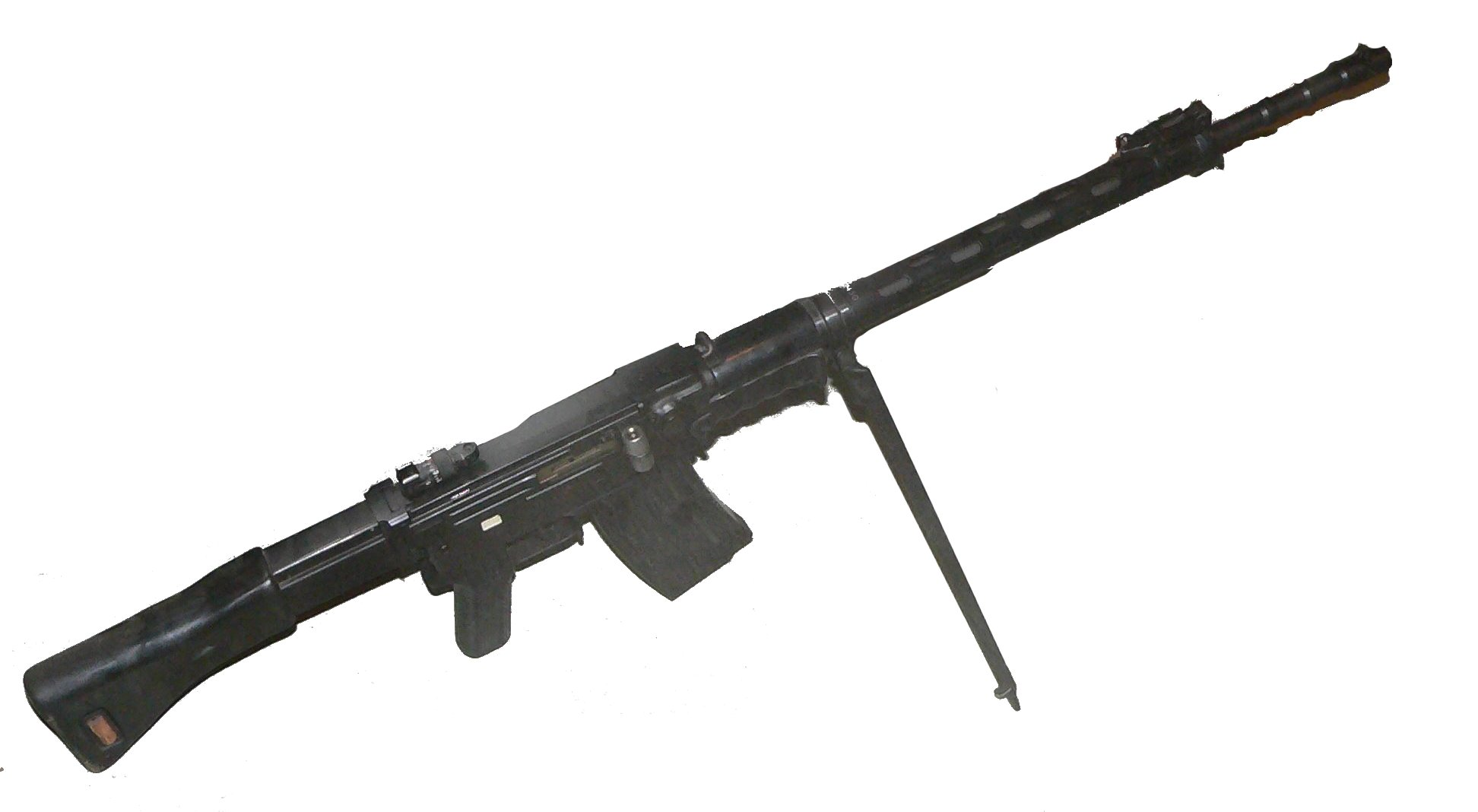
Stgw 57 con sus mecanismos de puntería plegados sobre su bípode.

El Stgw 57 del ejército suizo es alimentado mediante cargadores extraíbles curvos, hechos de aluminio y con una capacidad de 24 balas. También están disponibles cargadores de 20 y 30 balas. Otros accesorios incluyen la correa portafusil, la bayoneta PE57 y un cargador especial de pequeña capacidad para el lanzamiento de granadas de fusil.
Las granadas de fusil pueden ser lanzadas sin mayores cambios. Los cartuchos lanzadores de granadas permiten al SG 510-1/Stgw 57 disparar granadas de fusil Gewehrgranaten 58. La Gewehrgranaten 58 alcanza una velocidad inicial de 35 m/s y un alcance máximo de 125 m sin la ayuda de una carga de refuerzo o 70 m/s y un alcance máximo de 400 m con la ayuda de una carga de refuerzo. La Gewehrgranaten 58 puede estar equipada con las siguientes ojivas:
- Carga hueca para blindaje pesado. Las modernas granadas de fusil de carga hueca pueden penetrar de 300 a 500 mm (12 a 20 pulgadas) de blindaje de la "mejor calidad";
- Antipersona, con detonador de impacto.
- Fumígena para reducir la visibilidad.
- De entrenamiento

## Uso civil
Al terminar su servicio militar, los miembros de las Fuerzas Armadas suizas podrían ser propietarios de su fusil personal SG 510 mediante el pago de una tasa administrativa. Estos fusiles "civilizados" fueron convertidos para disparar solamente en modo semiautomático. A partir de 2007, un 40 % de los soldados liberados decide conservar sus armas (en la actualidad el SIG SG 550), reportándose que el precio de los fusiles SG 510 "civilizados" en el mercado de armas particulares varía entre los 400 y 500 francos suizos.
En Suiza también se utiliza el SG 510 para competencias de tiro. Para esto, los mecanismos de puntería estándar pueden ser sustituidos por alzas dióptricas y puntos de mira tubulares. Cuando el radio de la línea de puntería se mantiene en su longitud original, los tiradores deportivos suizos llaman a este fusil modificado como Stgw 57/02. Cuando el radio de la línea de puntería se ha alargado al montarse un punto de mira tubular cerca de la boca del cañón, el fusil es llamado Stgw 57/03.

## Variantes
- 510-1: Fusil estándar del Ejército suizo.
- 510-2: Variante ligera del fusil de asalto estándar.[5]
- 510-3: Variante de 7,62 x 39 con cañón corto. Fue producido como prototipo en pequeñas cantidades y fue ofrecido al ejército finlandés. Ellos no lo quisieron, así que este modelo jamás fue producido en serie.[5]
- 510-4: Variante de 7,62 x 51 OTAN, usada por Bolivia y Chile.
- AMT: Variante semiautomática importada en Estados Unidos en pequeñas cantidades. Estuvo disponible tanto en 7,62 x 51 (.308 Winchester) como 7,5 x 55 Suizo GP 11, que era menos usual. "AMT" es el acrónimo de "American Match Target". Estaba equipado con una culata de madera fina y un guardamanos envolvente redondeado.
- SIG PE 57: versión semiautomática civil, disponible solamente en 7,5 x 55 Suizo GP 11. Esta variante no es la misma que los fusiles de asalto retirados del Ejército suizo y personalizados.

## Usuarios
- Bolivia: variante 510-4 .[6]}
- Chile: El 31 de agosto de 1961 , Honzik-Ruiz encargó un contrato por 21.500 SG 510-4 para Chile a un precio de 3.358.085 dólares estadounidenses y desde 1966 es adoptado por el Ejercito de Chile.
- Mónaco: Usado por la Compagnie des Carabiniers du Prince.[7]
- Suiza: Adoptado por el Ejército suizo en 1957.[5]
- Ucrania:[6] Utilizado por el Fuerzas Terrestres Ucranianas como fusil estándar. En proceso de cambio por el AK-74M

## Imágenes

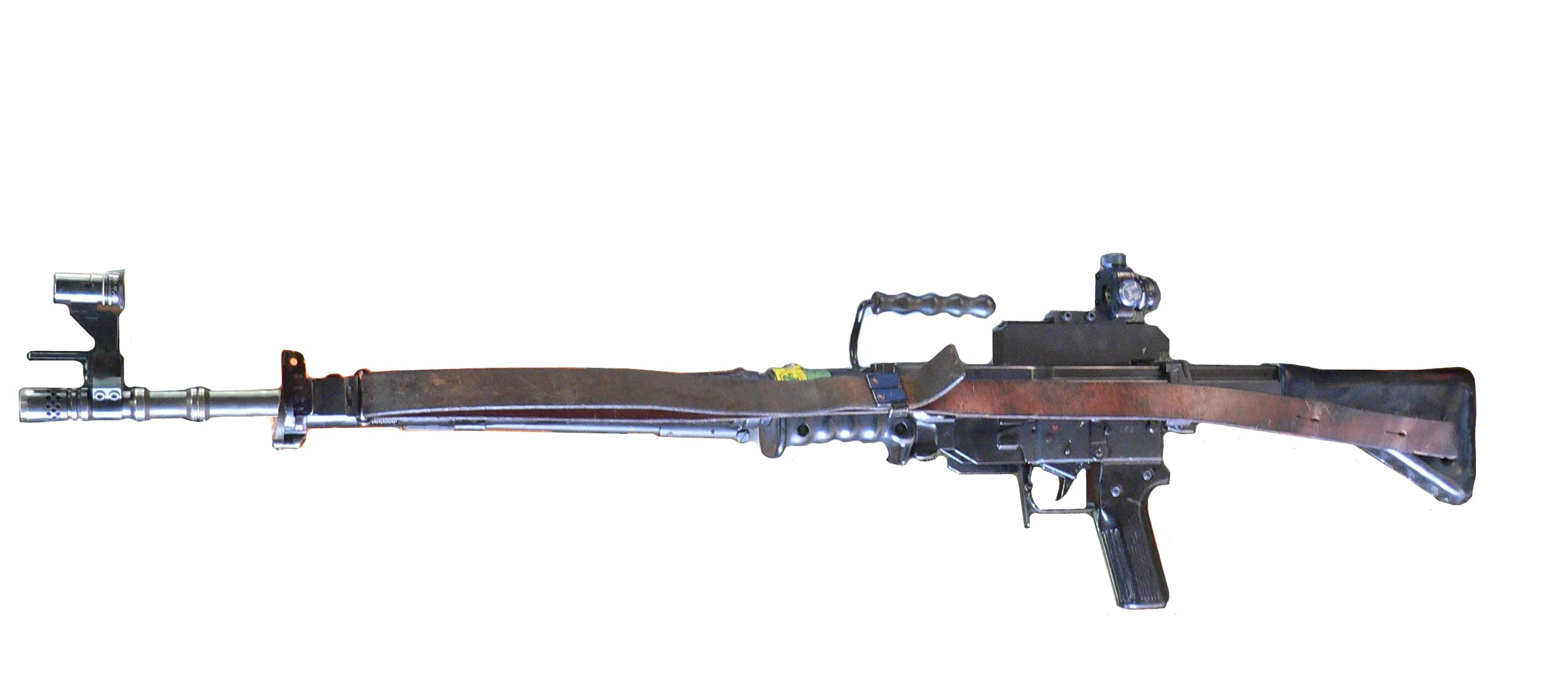
Stgw 57/03 modificado para tiro deportivo, con alza dióptrica y punto de mira tubular
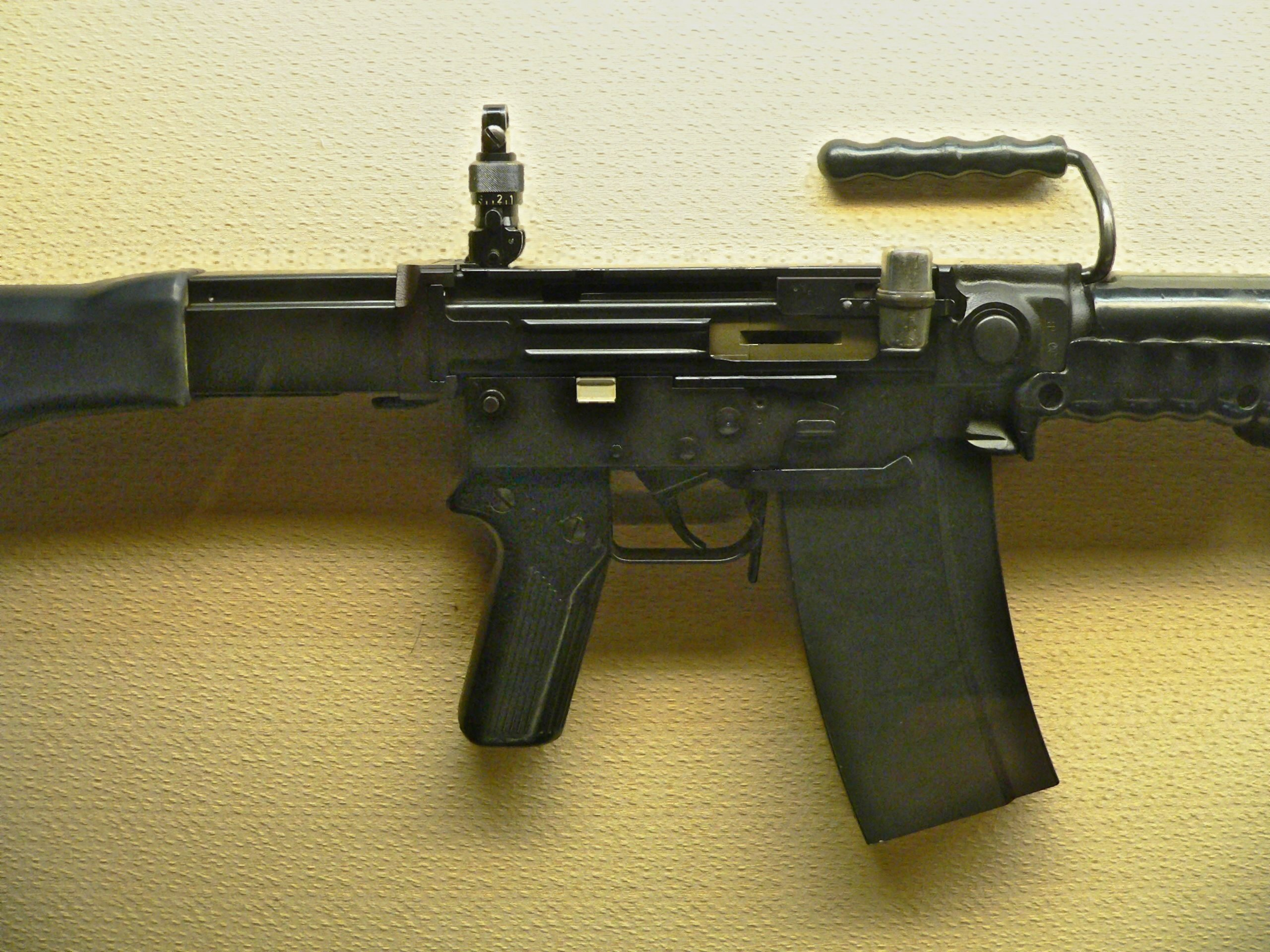
Cajón de mecanismos de un Stgw 57, visto desde la derecha.
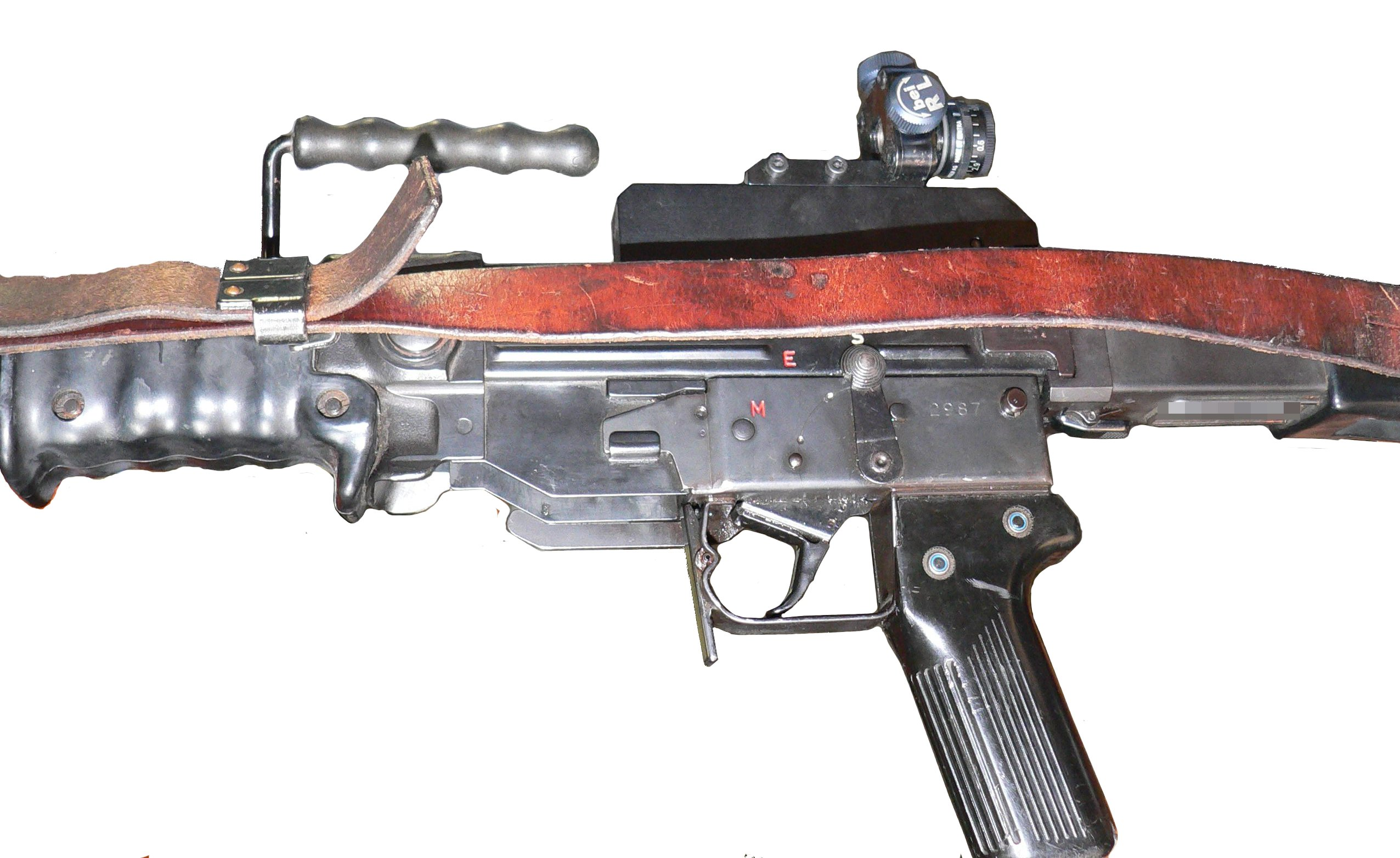
Cajón de mecanismos de un Stgw 57/03 modificado para tiro deportivo visto desde la izqda.
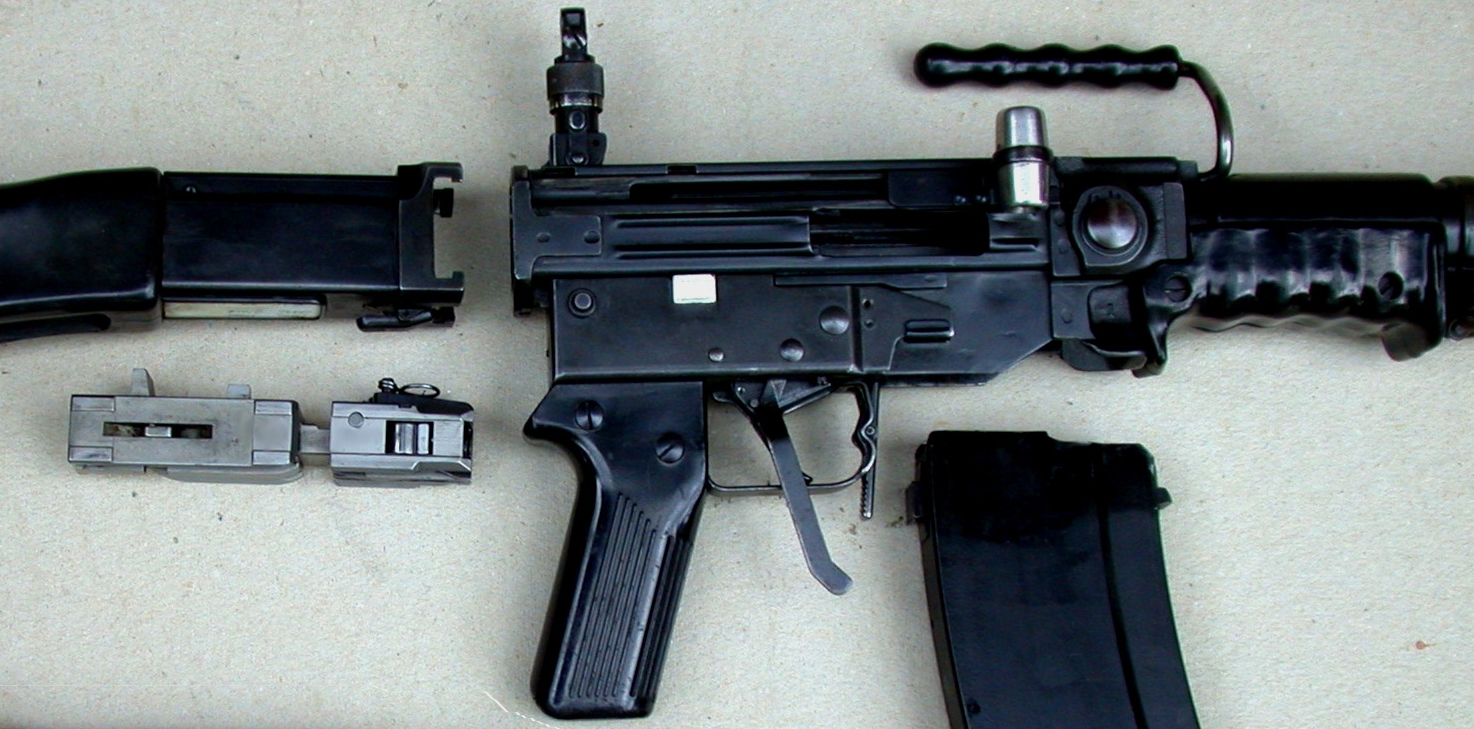
Stgw 57 desarmado
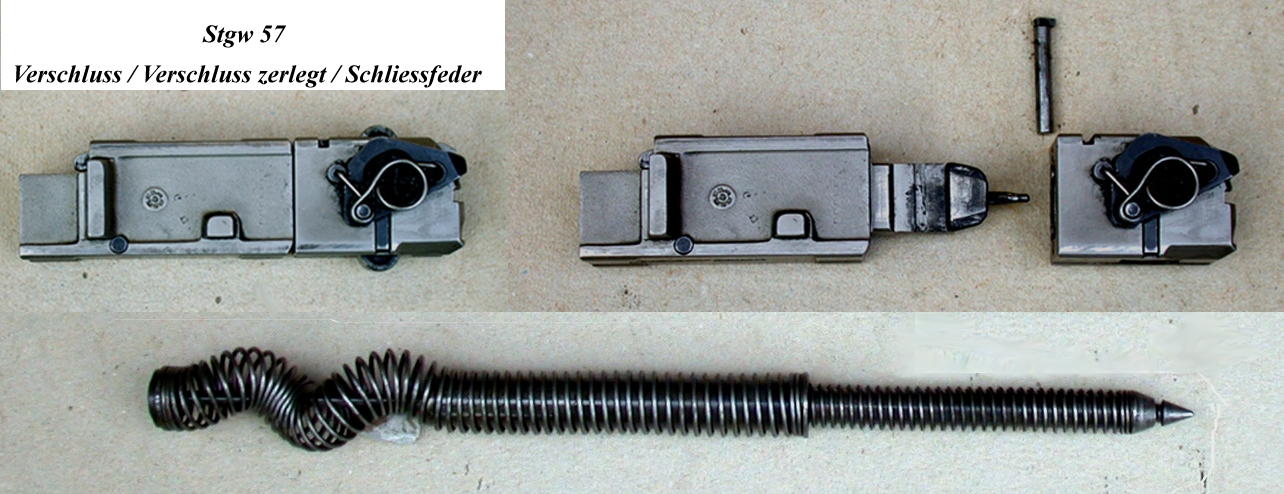
Cerrojo y muelle recuperador del Stgw 57.
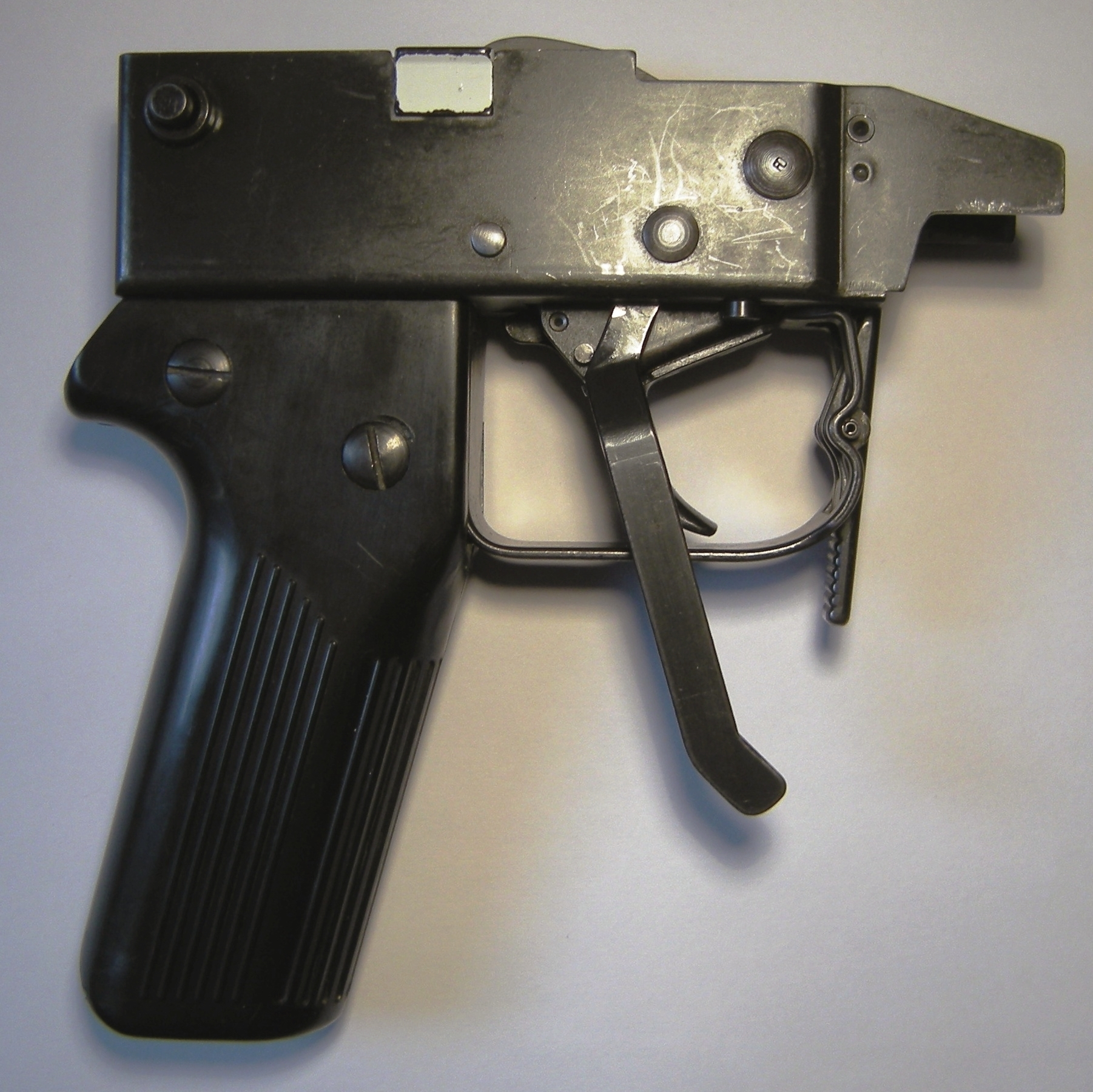
Conjunto del gatillo de un Stgw 57, con el gatillo de invierno alargado
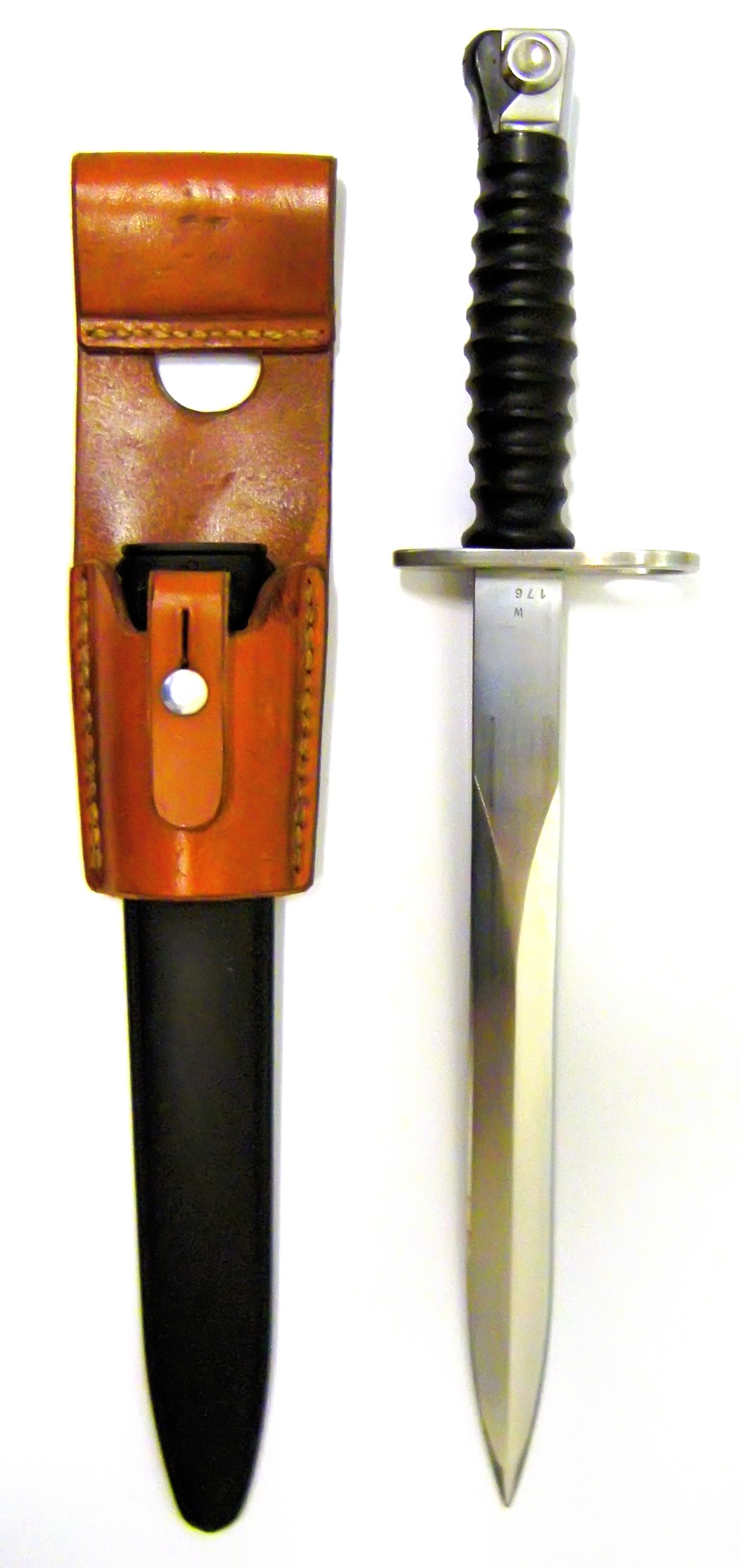
Bayoneta y vaina con tahalí del Stgw 57
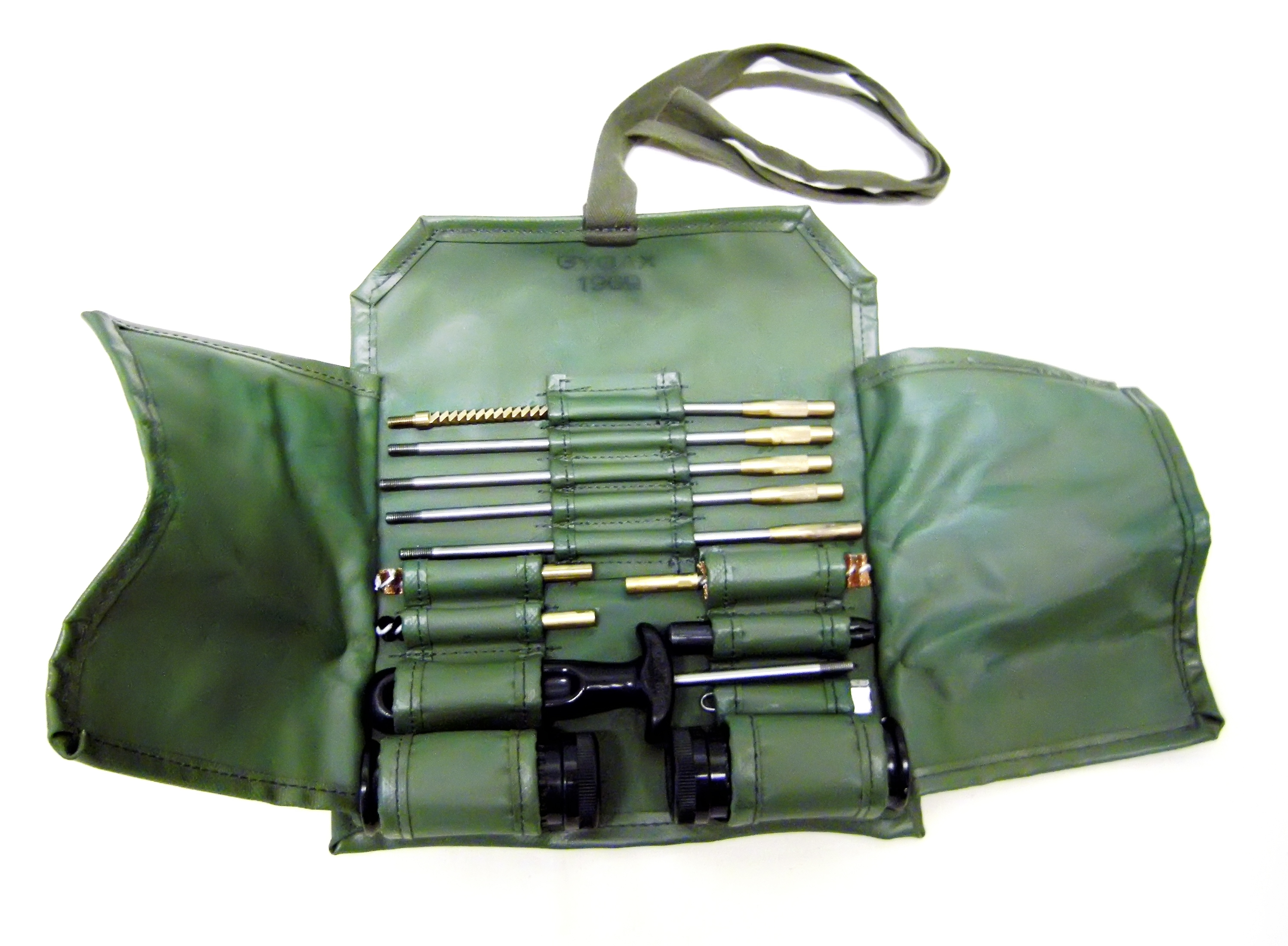
Equipo de limpieza del Stgw 57